# Cladothela
Cladothela es un género de arañas araneomorfas de la familia Gnaphosidae. Se encuentra en el este de Asia. 

## Lista de especies
Según The World Spider Catalog 12.0:
- Cladothela auster Kamura, 1997
- Cladothela bistorta Zhang, Song & Zhu, 2002
- Cladothela boninensis Kishida, 1928
- Cladothela joannisi (Schenkel, 1963)
- Cladothela ningmingensis Zhang, Yin & Bao, 2004
- Cladothela oculinotata (Bösenberg & Strand, 1906)
- Cladothela parva Kamura, 1991
- Cladothela tortiembola Paik, 1992
- Cladothela unciinsignita (Bösenberg & Strand, 1906)